# Adams æbler
Adams æbler (Brasil: Entre o Bem e o Mal ) é um filme teuto-dinamarquês de 2005, dirigido por Anders Thomas Jensen.

## Sinopse
O líder da gangue neonazista Adam (Ulrich Thomsen) é ganha liberdade condicional da prisão por participar de um programa de reabilitação, onde ele se junta ao agressivo ladrão Khalid (Ali Kazim) e o estuprador com cleptomania Gunnar (Nicolas Bro). A comunidade é dirigida pelo padre Ivan (Mads Mikkelsen), que acredita firmemente e cegamente na bondade do homem, e é aparentemente insensível à má conduta em curso e agressão de seus encargos.